# Quadrângulo de Arabia

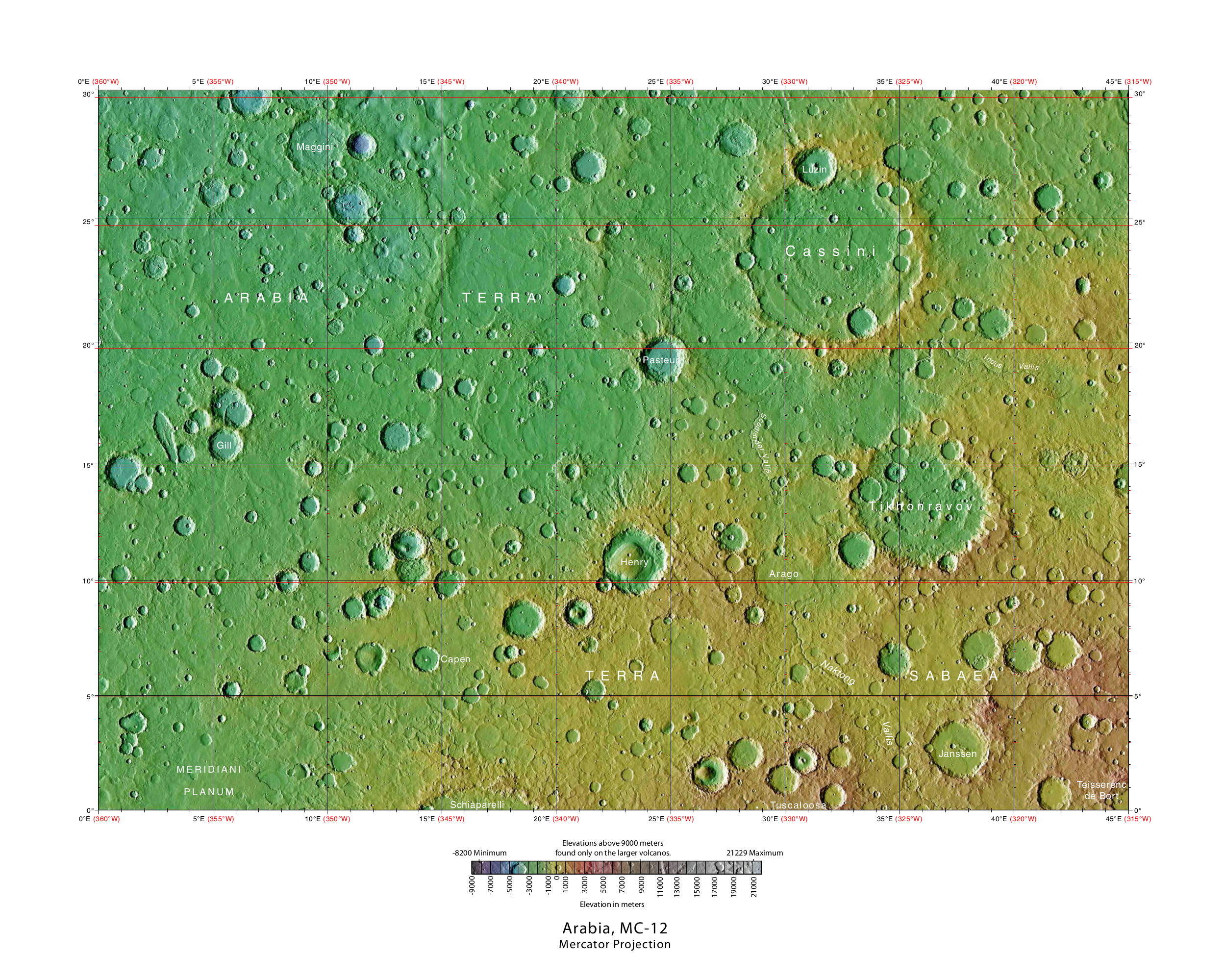
Quadrângulo de Arabia

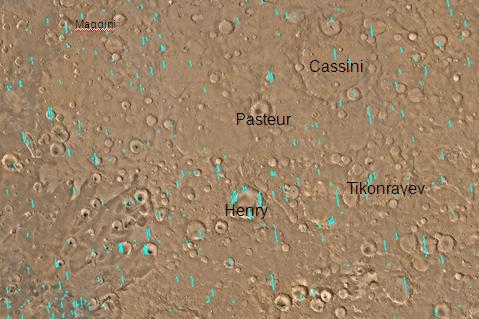
Mapa do quadrângulo de Arabia mostrando as crateras principais.

O quadrângulo de Arabia é um de uma série de 30 quadrângulos em Marte estabelecidos pelo Programa de Pesquisa de Astrogeologia do Serviço Geológico dos Estados Unidos (USGS em inglês). Também pode-se referir ao quadrângulo de Arabia  como MC-12 (Mars Chart-12).
O quadrângulo abriga parte de uma área clássica Marte conhecida como Arabia. Ela se situa entre as jovens planícies do norte e os antigos platôs do sul. O quadrângulo cobre uma área que vai de 315° a 360º longitude oeste e de 0° a 30° latitude norte.

## Descrição
A superfície do quadrângulo de Arabia parece ser muito antiga devido à sua alta densidade de crateras, mas esta não possui uma elevação muito alta como superfícies antigas típicas. Em Marte as áreas mais antigas contém a maior parte das crateras; o período mais antigo é chamado Noachiano, nome devido ao quadrângulo de Noachis. A área de Arabia contém vários buttes e tergos.  Alguns acreditam que durante certas mudanças climáticas uma camada de gelo e de poeira foi depositada; posteriormente, partes foram erodidas formando buttes.
Alguns canais de fluxo são encontrados em Arabia, nomeadamente Naktong Vallis, Locras Valles, Indus Vallis, Scamander Vallis, e Cusus Valles.

## Camadas
Muitos locais em Arabia estão dispostos em camadas.  As camadas podem ter de poucos metros de espessura até vários metros. Pesquisa recente dessas camadas por cientistas do California Institute of Technology (Caltech) sugere que uma antiga mudança climática em Marte causada por uma variação regular da inclinação do planeta, ou obliquidade pode ter causado os padrões nas camadas. Na Terra, mudanças similares (forçar astronômico) no clima resultam em ciclos de eras glaciais. 
Um recente estudo das camadas em crateras na porção ocidental de Arabia é revelador sobre a história das camadas. Apesar de as crateras nesse estudo se encontrarem numa área ligeiramente fora das delimitações do quadrângulo de Arabia as descobertas provavelmente também se aplicariam ao quadrângulo de Arabia.  A espessura de cada camada pode ser de em média 4 metros em uma cratera, mas de 20 metros em outra. O padrão das camadas medidas na cratera Becquerel, sugere que cada camada se formou no decorrer de um período de aproximadamente 100,000 anos. Além do mais, cada agrupamento de 10 camadas se encontravam unidas em unidades maiores.  O padrão de 10 é repetido no mínimo 10 vezes. Então cada padrão de 10 camadas levou um milhão de anos para se formar. 
A inclinação do eixo da Terra varia em pouco mais de 2 graus; ela é estabilizada pela massa relativamente grande da Lua. Em contraste a inclinação de Marte varia em dezenas de graus. Quando a inclinação (ou obliquidade) é baixo, os polos são os locais mais frios do planeta, enquanto o equador é o mais quente – tal como na Terra. Isso faz com que os gases na atmosfera, como água e dióxido de carbono, migrem em direção ao polos, onde acabam por se congelar. Quando a obliquidade é maior, os polos recebem mais luz solar, fazendo com que estas substâncias migrem para outros locais. Quando o dióxido de carbono se move para longe dos polos, a pressão atmosférica aumenta, causando talvez uma diferença na capacidade do vento de transportar e depositar a areia.  Ainda, com mais água na atmosfera grãos de areia se grudam e formam camadas. Este estudo da espessura das camadas foi executado utilizando-se mapas topográficos estéreo obtidos a partir do processamento dos dados da câmera de alta resolução a bordo da  Mars Reconnaissance Orbiter da NASA.
Uma pesquisa recente leva cientistas a acreditar que algumas crateras em Arabia podem ter abrigado lagos imensos.  A crateras Cassini e  Tikhonravov estiveram provavelmente cheias de água, considerando que suas bordas foram rompidas pela água. Tanto canais de entrada quanto de saída tem sido observados em suas bordas. Cada um desses lagos teria contido mais água do que o lago Baikal, nosso maior lago de água fresca em volume. As bacias hidrográficas em Arabia parecem ser pequenas demais para coletar água o bastante apenas a partir de precipitação; por isso pensa-se que muito de suas águas vem de lençóis subterrâneos.

## Crateras

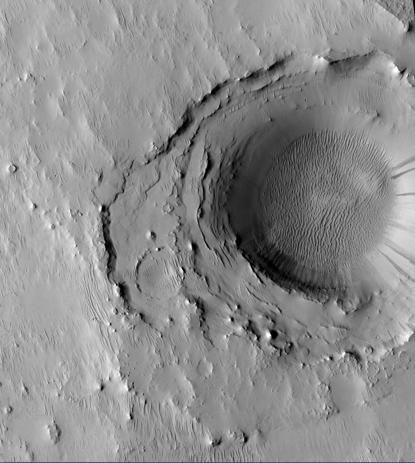
Cratera no meio de Cassini, visto pela HiRISE. Camadas podem ter sido depositadas debaixo d'água levando em conta a possibilidade de que Cassini abrigou outrara um lago gigantesco.

Crateras de impacto geralmente possuem uma encosta com ejecta em volta, em contraste, crateras vulcânicas não possuem encostas ou depósitos de ejecta. À medida que as crateras ficam largas (maior que 10 km de diâmetro), elas geralmente passam a exibir um pico central. O pico é causado por um fluxo do solo da cratera rumo ao centro seguindo o impacto. Às vezes crateras apresentarão camadas.  Tendo em vista que a colisão que produz a cratera é como uma explosão poderosa, rochas das profundezas são trazidas de volta à superfície. Consequentemente, as crateras podem nos mostrar o que se encontra sob a superfície.
Algumas crateras em Arabia são classificadas como crateras pedestal. Uma cratera pedestal é uma cratera com seu ejecta depositado acima do terreno circundante formando uma plataforma elevada. Elas se formam quando uma cratera de impacto ejeta material formando uma camada resistente à erosão, protegendo de fato a área imediata da erosão. Como resultado dessa cobertura rígida, a cratera e seu ejecta se tornam elevados, enquanto a erosão remove o material mais leve além da ejecta.  Alguns pedestais têm sido apuradamente medidos com alturas de metros acima da área circundante. Isso significa que centenas de metros de material foram erodidos. Crateras pedestais foram observadas pela primeira vez durante as missões Mariner.  

## Possível metano
Um estudo com o Espectômetro Planetário Fourier da sonda Mars Express detectou possível metano em três áreas de Marte, uma das quais se situava em Arabia. 
É uma perspectiva excitante pois uma possível fonte de metano seria o metabolismo de uma bactéria.  No entanto, um estudo recente indica que para se chegar um resultado que confira com as observações do metano, deve haver algo que destrói o gás rapidamente, de outra maneira ele se espalharia por toda a atmosfera ao invés de se concentrar em uma determinada região. Deve haver algo no solo que oxida o gás antes que este tenha alguma chance de escapar. Se isso for comprovado, a mesma substância química destruiria compostos orgânicos, dificultando muito a existência de vida em Marte.

## Bandas de deformação

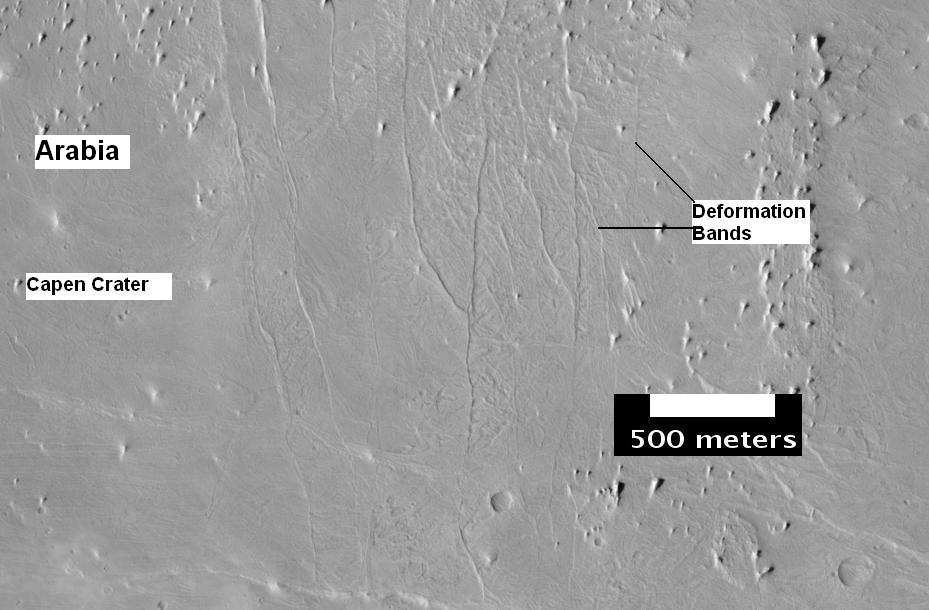
Acredita-se que o agrupamento de linhas correndo de cima para baixo e de cima para baixo sejam bandas de deformação. Elas poderiam ser também pequenas falhas.

A Mars Reconnaissance Orbiter detectou bandas de deformação na cratera Capen, localizada no quadrângulo de Arabia.  Bandas de deformação são pequenas falhas com deslocamentos muito pequenos.  Elas muitas vezes procedem grandes falhas. Elas se desenvolvem em rochas porosas, como arenito. Elas podem restringir e/ou mudar o fluxo de fluidos como água ou óleo. Elas são comuns no Planalto do Colorado.  Bons exemplos formam a Entrada Sandstone em San Rafael Swell em Utah, Estados Unidos.  As bandas representam falhas por deslizamento ficcional.  As bandas em Marte medem poucos metros de largura e alguns quilômetros de extensão. Elas são causadas pela compressão ou estiramento de camadas subterrâneas. Erosão de camadas superiores as torna visíveis à superfície. A cratera Capen não possuía nome antes da descoberta das bandas de deformação. Ela recebeu o nome de Charles Capen, que estudou Marte no Observatório de Table Mountain do JPL na Califórnia e no Observatório Lowell no Arizona.

## História geológica
Estudos recentes, publicados no jornal Icarus, têm sugerido que a área passou por várias fases em sua formação:
--Uma grande bacia, derivada talvez de um impacto, foi produzida nos primórdios da história marciana. Era tão cedo que Marte ainda possuía um campo magnético gerados por movimentos em um núcleo líquido. A atual região de Arabia possui um magnetismo remanescente dessa antiga era. 
--Sedimentos fluíram para esta bacia. Água adentrou a bacia. 
--Devido a Tharsis, no outro lado de Marte ter se tornado tão massivo, a área ao redor de Arabia foi estufada.  Na medida em que a área se elevava, a erosão se intensificou expondo camadas antigas. Quando porções de um planeta suscetível à erosão se elevam, há um grande aumento na erosão; o Grand Canyon na Terra se tornou tão profundo por ter se erodido sobre um elevado platô.
--No decorrer dos 4 bilhões de anos seguintes, a área foi modificada por vários processos geológicos. Picos centrais e formações de ejecta indicam que partes de Arabia ainda contém água em abundância.

## Galeria

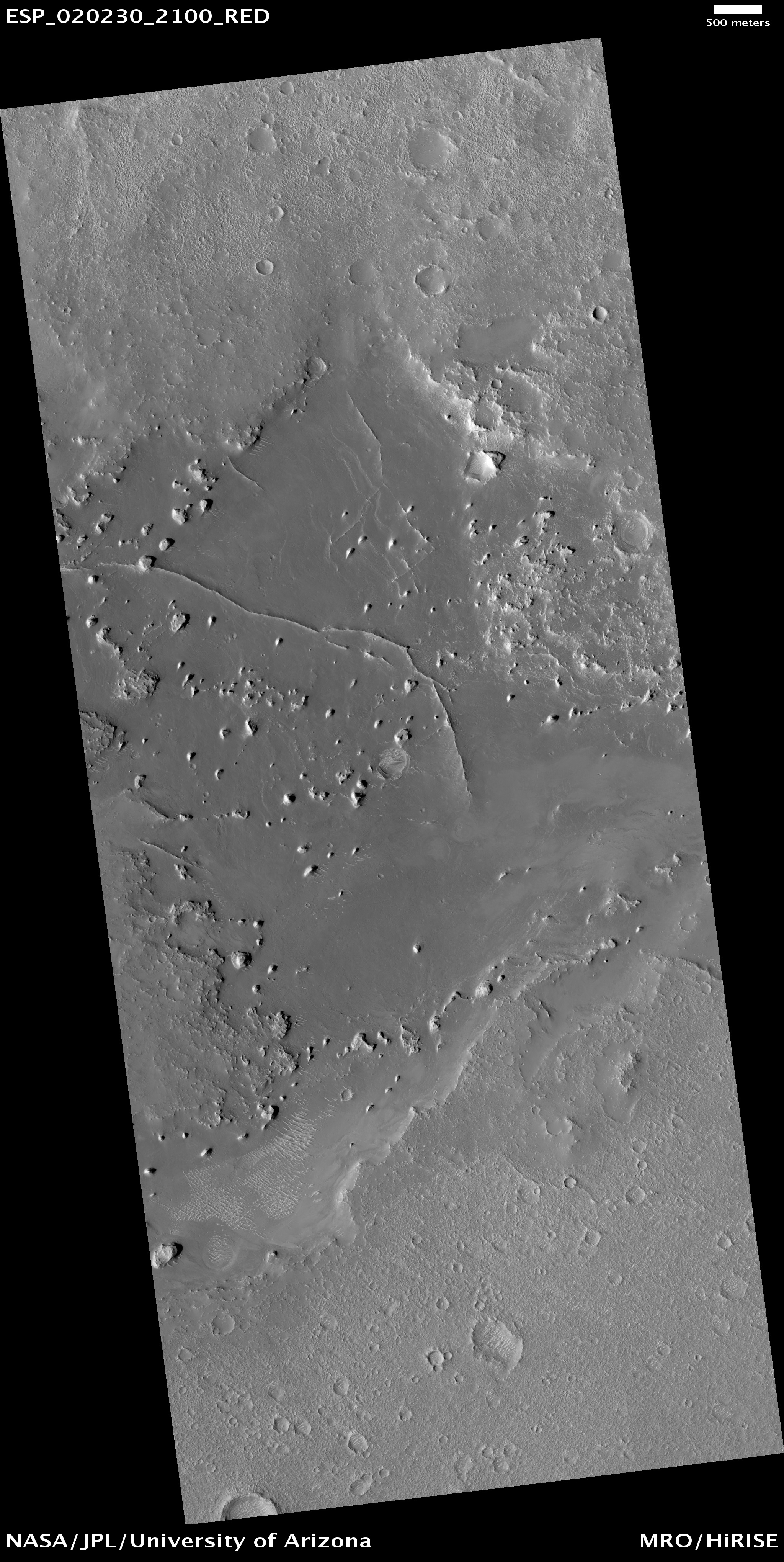
Diques em Arabia, visto pela HiRISE, sob o programa HiWish.  As formações em linha reta podem indicar onde depósitos minerais valiosos podem ser encontrados por futuros colonizadores. A barra de escala mede 500 metros.